# John Francis Barnett
John Francis Barnett (Londres, 16 d'octubre de 1837 – 24 de novembre de 1916) fou un pedagog i compositor musical anglès.
Estudià en la Royal Academy of Music de la capital anglesa i més tard en el Conservatori de Leipzig. És autor d'una simfonia en la menor executada per primera vegada a Leipzig el 1864, i de diferents cantates, entre les quals cal citar The Raising of Lazarus, The ancient Mariner, Paradise and the Peri, The Lady of the last Minstrel i d'altres obres per a orquestra, piano, i instruments de corda.